# Бирманские числительные
Бирма́нские ци́фры — знаки, использующиеся для записи чисел в бирманском (мьянманском) языке. Система счёта — десятичная позиционная. Собственно мьянманские цифры употребляются наряду с арабскими.

## Знаки цифр
Пример чтения числа: 1 234 567 читается следующим образом (выделением показано изменение тона с низкого на скрипучий):
| Числительное | Числительное | 1,000,000 | 200,000     | 30,000    | 4,000   | 500          | 60         | 7 |
| ------------ | ------------ | --------- | ----------- | --------- | ------- | ------------ | ---------- | - |
| Бирманский   |              |           |             |           |         |              |            |   |
| МФА          | [təθáɴ]1     | [n̥əθeɪɴ]1 | [θóʊɴ ðáʊɴ] | [lé da̰ʊɴ] | [ŋá ja̰] | [tɕʰaʊʔ sʰɛ̰] | [kʰʊ̀ɴ n̥ɪʔ] |   |
| Алфавит      | တစ်သန်း         | နှစ်သိန်း      | သုံးသောင်း         | လေးထောင့်       | ငါးရာ့      | ခြောက်ဆယ့်         | ခုနစ်        |   |

1 При соединении с названием разряда произношение единицы и двойки меняет тон с входящего с гортанной смычкой на [ə].

#### Правило круглых чисел
Когда числительное используется как определение, порядок слов — «число + счётное слово» (например, «нга кхвэ», ၅ ခွက် «пять чашек»). Однако у круглых чисел, кроме десяти, порядок слов обратный: «20 бутылок» — «пули хнисхэ», ပုလင်း ၂၀, а не ၂၀ ပုလင်း.

### Порядковые числительные
Порядковые числительные от «первый» до «десятый» (или «одиннадцатый») являются прочитанными по-мьянмански палийскими числительными. Они помещаются перед существительным. Остальные порядковые числительные образуются по правилу:
числительное + счётное слово + မြောက် (мьау, [mjaʊʔ]).
| Порядковое | Бирманский | Бирманский |              |
| Порядковое | Бирманский | Кириллица  | МФА          |
| ---------- | ---------- | ---------- | ------------ |
| 1-й        | ပထမ        | патхма     | pətʰəma̰      |
| 2-й        | ဒုတိယ        | дутийа     | dṵtḭja̰       |
| 3-й        | တတိယ        | татийа     | taʔtḭja̰      |
| 4-й        | စတုတ္ထ       | сатуттха   | zədoʊʔtʰa̰    |
| 5-й        | ပဉ္စမ       | паньсама   | pjɪ̀ɴsəma̰     |
| 6-й        | ဆဋ္ဌမ       | схадама    | sʰaʔtʰa̰ma̰    |
| 7-й        | သတ္တမ       | таттама    | θaʔtəma̰      |
| 8-й        | အဋ္ဌမ       | адама      | ʔaʔtʰama̰     |
| 9-й        | နဝမ        | науама     | nəwəma̰       |
| 10-й       | ဒသမ        | датама     | daʔθəma̰      |
| 11-й       | ဧကာဒသမ1     | экадатама  | ʔèkà da̰ θama̰ |

1 Эквивалентно ဆယ့်တစ် + счётное слово + မြောက်.

### Десятичные и простые дроби
В разговорном языке десятичные дроби образуются добавлением слова «датама» (ဒသမ, [daʔθəma̰, «десятый» на пали) в место десятичного разделителя. К примеру, 10,1 будет «схэ датама ти» (ဆယ် ဒသမ တစ်, [sʰè da̰ (daʔ) θəma̰ tɪʔ]).
«Половина» обычно обозначается словом «тиуэ» (တစ်ဝက်, [təwɛʔ]), другие варианты — «тхэуэ» (ထက်ဝက်), «акхвэ» (အခွဲ) и «ачхан» (အခြမ်း). «Четверть» — «асэй» (အစိတ်, [ʔəseɪʔ]) или «тисэй» (တစ်စိတ်).
Другие дробные числа выражаются следующим способом:
знаменатель + «поун» (ပုံ, [pòʊɴ]) + числитель + «поун» (ပုံ).
Слово «поун» переводится как «часть, порция», и 3/4 по-бирмански будет «лепоун-тоунпоун» (လေးပုံသုံးပုံ, буквально «из четырёх частей три части».

### Другие числительные
В мьянманском встречаются другие числительные, не тибето-бирманского происхождения, обычно заимствования из пали и санскрита.
- «эка» (ဧက, [ʔèka̰]) — пали ḗka, «один»;
- «дуи» (ဒွိ, [dwḭ]) — из пал, «два»;
- «чжи» (တြိ, [tɹḭ]) — санскрит tri, «три»;
- «сату» (စတု, [zətṵ]) — пали «четыре», используется например в словосочетании «четыре стороны света» — «сатудуата» (စတုဒိသာ).

Крайне редко также используется слово «зайа» ဇယ, заимствование из хинди, означает «четыре».